# Иловля II
Иловля II — узловая железнодорожная станция Волгоградского региона Приволжской железной дороги в посёлке городского типа Иловля в Иловлинском районе Волгоградской области. Станция находится в 2 км от станции Иловля I, и в 90 км от станции Волгоград I.
23 января 1942 года Государственным Комитетом Обороны СССР (ГКО СССР) было принято решение о строительстве железной дороги вдоль правого берега Волги в её среднем и нижнем течении. 978-километровая магистраль протянулась от станции Иловля до станции Свияжск, получив название Волжская рокада.
Через станцию проходит двухпутная электрифицированная железнодорожная линия общего пользования.